# Porcia Catonis (dochter van Cato)

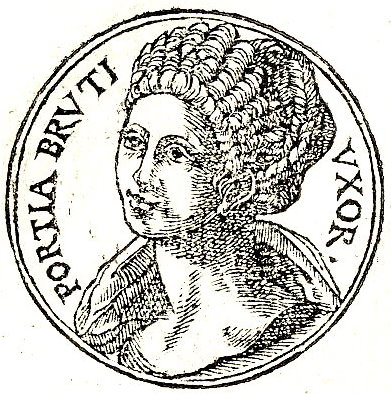
Porcia Catonis volgens het Promptuarii Iconum Insigniorum

Porcia Catonis (circa 70-43 of 42 v.Chr.) was een dochter van Marcus Porcius Cato Uticensis minor uit diens eerste huwelijk met Atilia. Zij was getrouwd met Marcus Calpurnius Bibulus en kreeg bij hem drie zonen: twee Calpurnii Bibuli van wie de praenomina onbekend zijn, en Lucius Calpurnius Bibulus. Na de dood van haar eerste man in 48 v.Chr. hertrouwde zij in 45 v.Chr. met haar neef Marcus Junius Brutus. Porcia was op de hoogte van de plannen voor de moordaanslag op Julius Caesar. Nadat bekend was geworden dat haar man de dood had gevonden tijdens de slag bij Philippi, pleegde zij zelfmoord.